# Língua chayahuita
Chayahuita ou Shawi é uma língua ameríndias falada por alguns milhares da nativos Chayahuitas do Peru, ao longo dos rios Paranapura, Cahuapanas, Sillay, e Shanusi. É também chamada Chayawita, Chawi, Tshaahui, Chayhuita, Chayabita, Shayabit, Balsapuertino, Paranapura, e Cahuapa. 1 a 5% dos falantes são alfabetizados na língua, sendo de 5 a 15% em espanhol. Há dicionário da língua desde 1978. Não é mutuamente inteligível com a língua jebero, embora haja algum vocabulário em comum, em especial para termos oriundo da língua quíchua meridional.

## Escrita
Para o  Chayahuita foi desenvolvida uma forma do alfabeto latino muito simplificada com somente as vogais A, I e U e as consoantes C, H, H, M, N, P, R, S, T, W, ? com alguns diacríticos.

## Amostra de texto
Ya'ipi piyapinpoa' capini noya ninosorocaso' ya'huërin. Ya'ipinpoa' yonquirëhua'. Noya nicacaso' nitotërëhua'. Napoaton iyanpoa pochin ninosorocaso' ya 'huërin.
Português
Todos os seres humanos nascem livres e iguais em dignidade e direitos. São dotados de razão e consciência e devem agir em relação uns aos outros com espírito de fraternidade. (art. 1º da Declaração Universal dos Direitos Humanos)

## Vocabulário
Alguns nomes de plantas e animais na língua shawi (Rojas-Berscia 2019):
| Shawi           | Português        | Inglês                      | Nome científico            |
| --------------- | ---------------- | --------------------------- | -------------------------- |
| anashi          | mucura           | possum                      | Didelphis marsupialis      |
| ipi'            | paca             | lowland paca                | Cuniculus paca             |
| pu'shi          | quatipuru        | red squirrel                | Sciurus spadiceus          |
| sese            | cuandu           | bicolor porcupine           | Coendou bicolor            |
| shumi           | rato             | common rat                  | Rattus norvegicus          |
| ite'            | cutia            | agouti                      | Dasyprocta punctata        |
| tucusu'         | capivara         | capybara                    | Hydrochoerus hydrochaeris  |
| ishi'           | sauim            | pichico monkey              | Saguinus fuscicollis       |
| tame            | condor           | Amazon condor               | Sarcoramphus papa          |
| shite'          | pacu             | silver mylossoma            | Metynnis argenteus         |
| wanki           | curimbatá        | black prochilodus           | Prochilodus nigricans      |
| warate'         | cascudo          | armored catfish             | Pseudorinelepis genibarbis |
| a'nanan         | traíra           | wolf fish                   | Hoplias malabaricus        |
| kiraman         | caititu          | peccary                     | Pecari tajacu              |
| ni'ni'          | onça-preta       | jaguar                      | Panthera onca              |
| pawara          | anta             | tapir                       | Tapirus terrestris         |
| ini'            | ariranha         | giant otter                 | Pteronura brasiliensis     |
| kuwasha'        | quati            | kinkajou                    | Potos flavus               |
| nu'nu'          | bugio            | red howler                  | Alouatta seniculus         |
| sura'           | macaco-barrigudo | yellow-tailed woolly monkey | Oreonax flavicauda         |
| isen            | macaco-de-cheiro | squirrel monkey             | Saimiri sciureus           |
| tekerenan       | uacari           | bald uakari                 | Cacajao calvus             |
| kuwi            | macaco-da-noite  | owl monkey                  | Aotus miconax              |
| tu'ya           | coatá            | spider monkey               | Ateles belzebuth           |
| sapana'         | boto             | pink dolphin                | Inia geoffrensis           |
| na'shi          | surucucu         | shusupe                     | Lachesis muta              |
| tayuwan         | jararaca         | common lancehead            | Bothrops atrox             |
| kupiwan         | jiboia           | boa                         | Boa constrictor            |
| i'sa            | mutum            | wattled curassow            | Crax globulosa             |
| tiwintata'      | taturana         | bayuca caterpillar          | Lonomia obliqua            |
| isemi, isenpi   | aranha           | spider                      |                            |
| ka'yura         | cigarra          | cicada                      |                            |
| tansu', shankun | besouro          | beetle                      |                            |
| yunpinka        | escorpião        | scorpion                    |                            |
| tururu'         | sapo             | toad                        |                            |
| yuwin           | tucano           | toucan                      |                            |
| yañan           | piranha          | piranha                     |                            |
| teneshawe       | tatu             | armadillo                   |                            |
| ise'            | morcego          | bat                         |                            |
| yuru            | osga             | gecko (saltojo)             |                            |